# Ачандара (Гульрипшский район)
Ачанда́ра (абх. Ачандара) — село в Абхазии, в Гулрыпшском районе частично признанной Республики Абхазия, согласно административному делению Грузии — в Гульрипшском муниципалитете Абхазской Автономной Республики. Высота над уровнем моря составляет 700 метров. Население — 5 человек (1989).

## Население
В 1959 году в селе Ачандара жило 84 человека, в основном армяне (в Цебельдинском сельсовете в целом — 2225 человек, в основном только армяне, а также грузины). В 1989 году в селе жило 5 человек, также в основном армяне.